# Station Quart
Station Quart is een voormalig spoorwegstation van de spoorlijn Chivasso-Ivrea-Aosta, gelegen in de gemeente Quart (Aostadal-Italië). Het station werd zoals de spoorlijn in 1886 geopend, en sloot in 2009 voor het reizigersverkeer. Er bevindt zich nog immer een uitwijkspoor. In het stationsgebouw bevindt zich nu een klein museum.
In 1940 kreeg het station onder druk van Italiaanse nationalisten, de nieuwe naam "Quarto Praetoria". Dit werd in 1946 onder Franse druk teruggedraaid.